# Шорејкерс (Тексас)
Шорејкерс (енгл. Shoreacres) град је у америчкој савезној држави Тексас. По попису становништва из 2010. у њему је живело 1.493 становника.

## Демографија
Према попису становништва из 2010. у граду је живело 1.493 становника, што је 5 (0,3%) становника више него 2000. године.
| Група             | 2000.         | 2010.         |
| Белци             | 1.333 (89,6%) | 1.174 (78,6%) |
| Афроамериканци    | 15 (1,0%)     | 23 (1,5%)     |
| Азијати           | 14 (0,9%)     | 8 (0,5%)      |
| Хиспаноамериканци | 114 (7,7%)    | 260 (17,4%)   |
| Укупно            | 1.488         | 1.493         |